# ۲۰۰ خیابان لیبرتی
۲۰۰ خیابان لیبرتی (به انگلیسی: 200 Liberty Street) یک آسمان‌خراش در ایالات متحده آمریکا است که در منهتن واقع شده‌است.